# Sambão do Povo
O Complexo Walmor Miranda, também conhecido como Sambão do Povo ou Sambódromo de Vitória, é um sambódromo localizado no bairro Mário Cypreste, na Grande Santo Antônio. Inaugurado em 1987, o local é o palco dos desfiles das escolas de samba do Carnaval de Vitória, que ocorre anualmente.

## História
Os desfiles das escolas de samba, anteriormente aconteciam na Avenida Jerônimo Monteiro e na Avenida Princesa Isabel, onde arquibancadas eram montadas para receber as agremiações nas ruas. No ano de 1986, os desfiles foram realizados na Reta da Penha. Com o sucesso dos desfiles na Reta da Penha, o folião capixaba entendeu que precisava de um local destinado a seus desfiles.  
Em 1987 inspirado no Sambódromo da Marquês de Sapucaí, o projeto foi apresentado pela primeira vez durante a administração do prefeito Hermes Laranja por Sinval Siri, na época, secretário de turismo da cidade de Vitória. Rapidamente, foi dado início a construção, da qual com ajuda de mutirões de cidadãos, foliões, e sambistas, foi terminada em apenas 112 dias.
Homenageando um antigo sambista e ex-rei momo do Carnaval de Vitória, o complexo foi batizado de Walmor Miranda. Mas ficou popularmente conhecido como Sambão do Povo, devido a garra dos cidadãos, em se unirem para ajudar na construção do sambódromo, faltando alguns poucos meses para o carnaval de 1987. No primeiro desfile no Complexo, foliões alegavam até mesmo sentir o cheiro de tinta fresca no meio dos desfiles.
A obra causou polêmica, já que a construção do complexo teve custo muito alto para a prefeitura de Vitória, que foi até mesmo acusada de desvio de verba. Alguns vereadores diziam que a licitação não havia sido feita corretamente, sem previsão orçamentaria.  
O local foi o palco do Carnaval de Vitória até 1992, já que no ano, muitas das agremiações se recusaram a participar por falta de apoio da prefeitura e do setor privado, que os financiavam. Além disso, haviam problemas estruturais no sambódromo, parte da arquibancada havia sido demolida para a construção de uma quadra, que não foi feita. Com isso, os desfiles entraram em hiato e só voltariam a acontecer novamente em 1998, só que de forma não competitiva, e de volta a Avenida Jerônimo Monteiro.
Em 2001, com todas as reformas feitas, os desfiles voltaram ao complexo. Originalmente, o local abrigava mais de 18 mil pessoas, número que caiu para 7.8 mil após as reformas.
  

Desde então, uma série de reformas vem ocorrendo (orçadas em torno de R$ 6 milhões), com o objetivo de melhorar e aumentar ainda mais a estrutura do Sambão, principalmente no que diz respeito a acessibilidade aos portadores de necessidades especiais, conforme anunciado pelo secretário de Cultura de Vitória, Alcione Pinheiro. 

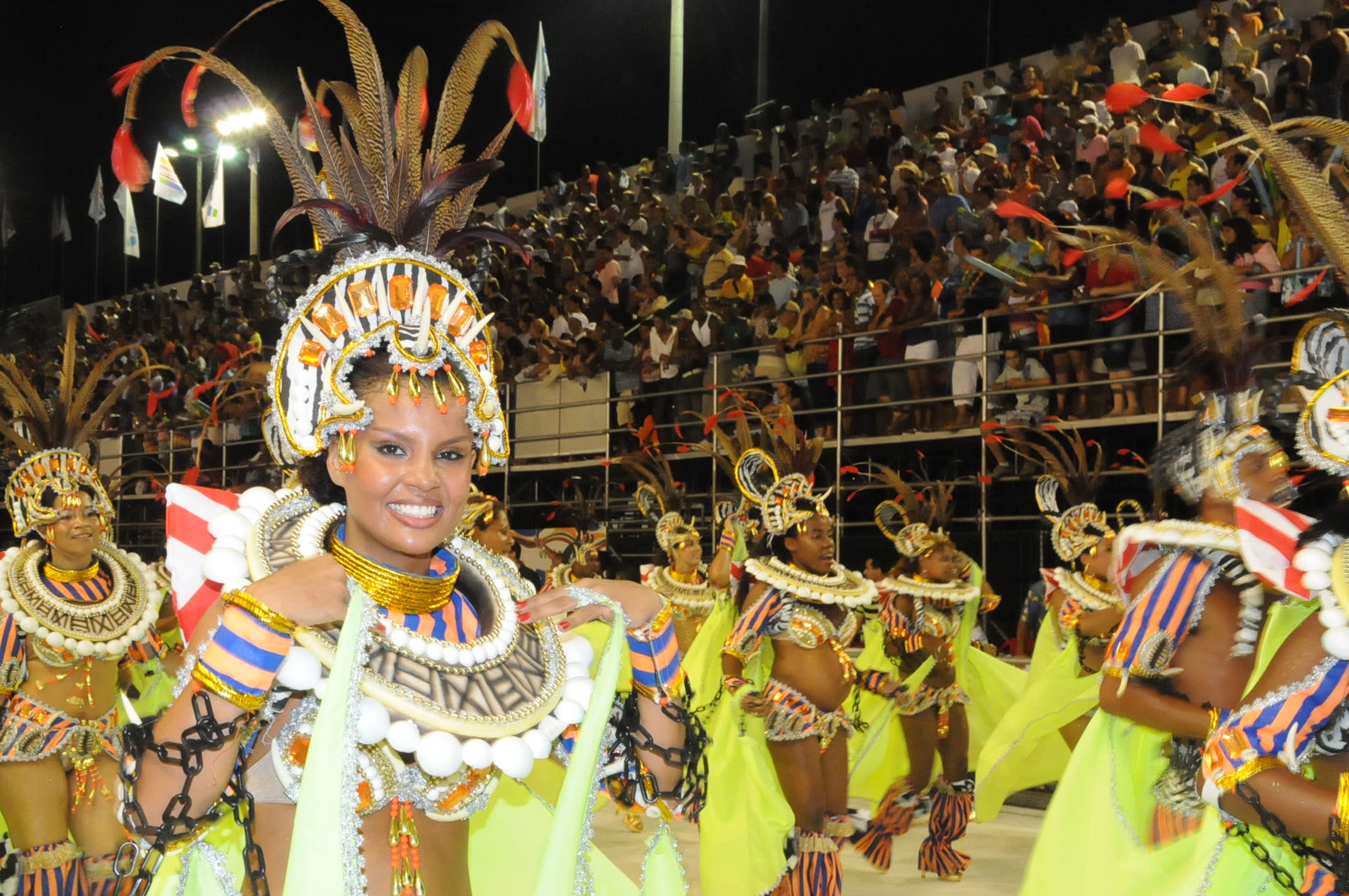
Participantes do desfile da escola de samba Mocidade Unida da Glória - Carnaval 2009

O complexo também abriga outros eventos ao longo do ano. Em 2010, que abrigou o tradicional concurso de quadrilhas juninas.  Em 2023, o complexo passou a abrigar o festival em comemoração ao aniversário de Vitória, chamado de Vital, o "carnaval fora de época" da cidade. No mesmo ano, também abrigou o concurso da LIESGE da corte real do carnaval de 2024, juntamente com o Dia do Samba organizado pelo Instituto Raízes, com shows das escolas de samba de Vitória, e também de Leci Brandão e Jorge Aragão.
O Sambódromo atualmente abriga 15 mil pessoas em suas arquibancadas e camarotes, e tem 388 metros de extensão na sua avenida.